# Тузла (місто)
Ту́зла (босн. Tuzla, хорв. Tuzla, серб. Тузла, сербохорв. Tuzla) — промисловий, адміністративний центр на північному сході держави Боснія та Герцеговина. Третє за населенням місто держави. Знаходиться в її складовій частині — Федерація Боснія та Герцеговина, центр Тузланського кантону і муніципалітету Тузла. Населення — 174 558 ос. оцінка 2007, згідно з переписом — 131 8611991. Місто є центром хімічної та автомобільної промисловості Боснії та Герцеговини. Третє за населенням, після Сараєво та Баня-Лука.

Сучасна назва міста походить від тур. tuz (сіль).

## Історія
Тузла є одним із найдревніших центрів безперервного мешкання в Європі. Багато археологічних глиняних та інших знахідок датуються початком 4000 р до н. е.
Перша писемна згадка датована 950 роком під назвою (лат. Salines) в праці візантійського імператора Костянтина VII Багрянородного «Управління імперією». Надалі місто мало слов'янську назву «Солі».
У 1463 році Тузла потрапила під вплив Османської імперії. Відтоді слов'янська назва поступово вийшла з ужитку, замінившись офіційною.

## Демографія
| Населення громади Тузла, згідно із переписами населення 1971, 1981, 1991. За 2007 рік оціночні дані. | |         |         |
| | \| нація \| 1971 \| 1981 \| 1991 \| \| -------- \| ------- \| ------- \| ------- \| \| Боснійці \| 49,65 % \| 43,05 % \| 47,61 % \| \| Югослави \| 2,36 % \| 15,65 % \| 16,71 % \| \| Хорвати \| 25,84 % \| 20,38 % \| 15,49 % \| \| Серби \| 19,65 % \| 16,64 % \| 15,40 % \| \| інші \| 2,47 % \| 4,26 % \| 4,77 % \| |         |         |
| нація                                                                                                | 1971 | 1981    | 1991    |
| Боснійці                                                                                             | 49,65 % | 43,05 % | 47,61 % |
| Югослави                                                                                             | 2,36 % | 15,65 % | 16,71 % |
| Хорвати                                                                                              | 25,84 % | 20,38 % | 15,49 % |
| Серби                                                                                                | 19,65 % | 16,64 % | 15,40 % |
| інші                                                                                                 | 2,47 % | 4,26 %  | 4,77 %  |

За даними останнього перепису (1991) населення громади становило 131 618. В самому місті Тузла проживало 83 770 ос. (63,6 % від загальної чисельності). З них боснійці — 52.63 %, югослави — 19.46 %, серби — 15.68 %, хорвати — 7.55 % інші або невизначено 4.66 %.

Під час війни населення міста і громади суттєво зросло внаслідок значного напливу біженців, але є лише оціночні дані.

## Відомі люди
- Селма Байрамі (* 1980) — боснійська співачка.
- Лепа Брена (* 1960) — югославська і боснійська співачка.
- Альма Задіч (* 1984) — австрійський політик, міністр юстиції Австрії.
- Ромео Митрович (* 1979) — боснійський футболіст, воротар.
- Любомир Попович (1934—2016) — французький художник.
- Муневер Ризвич (* 1973) — боснійський футболіст та тренер.
- Меша Селімович (1910—1982) — югославський боснійський письменник.

## Галерея

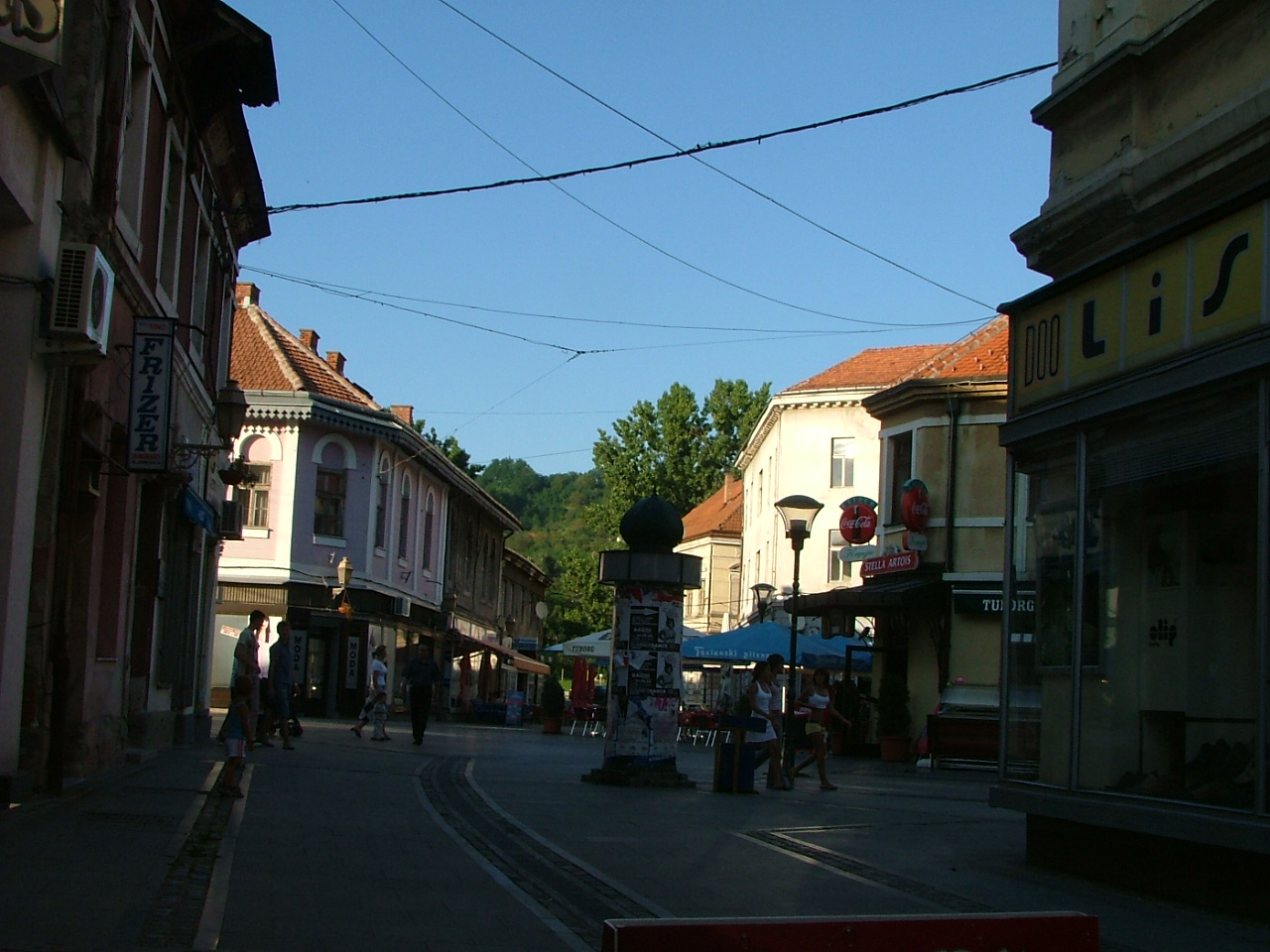
Евішська вулиця
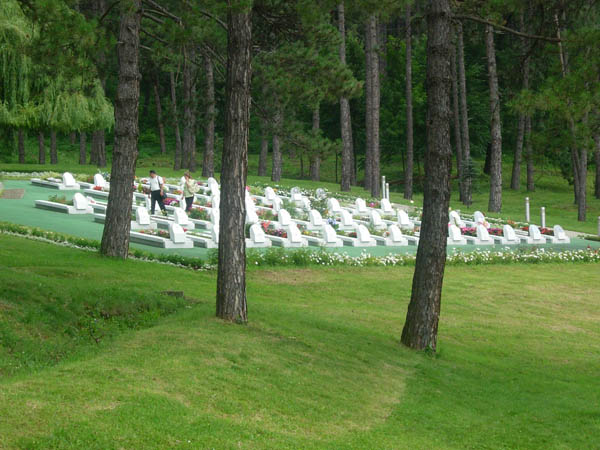
Меморіальний комплекс «Слана-Баня»
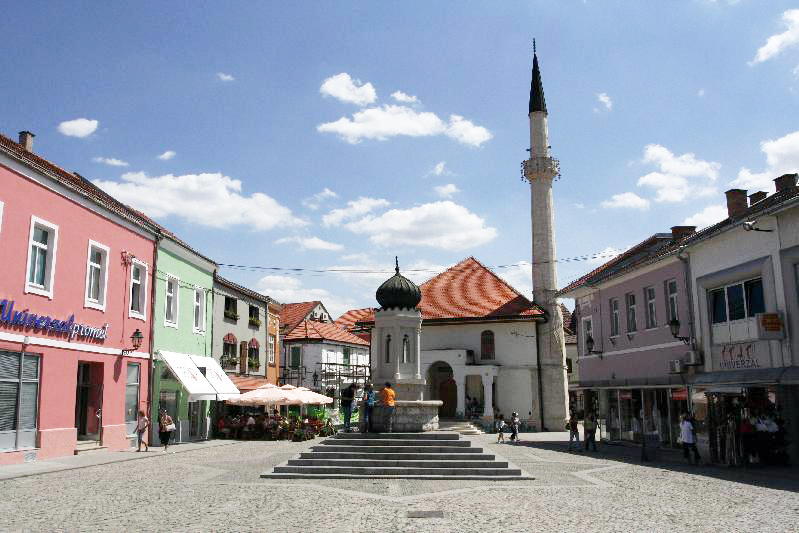
Мечеть
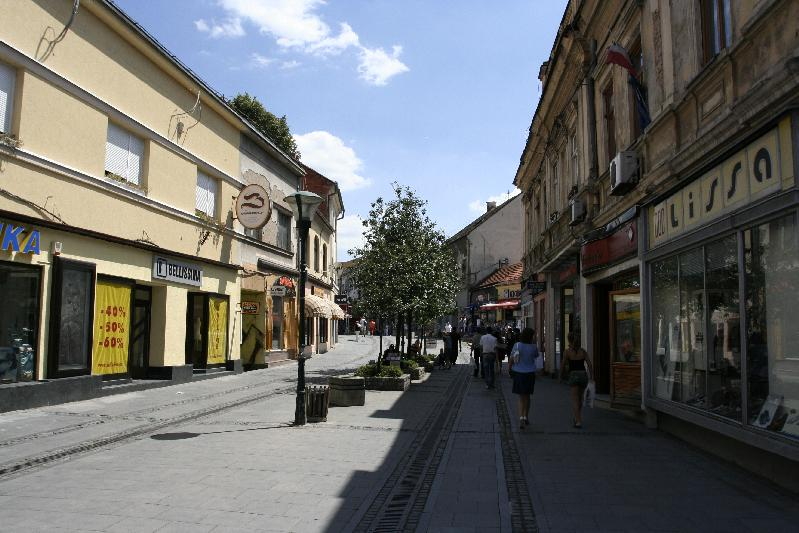
Вулиця в Тузлі
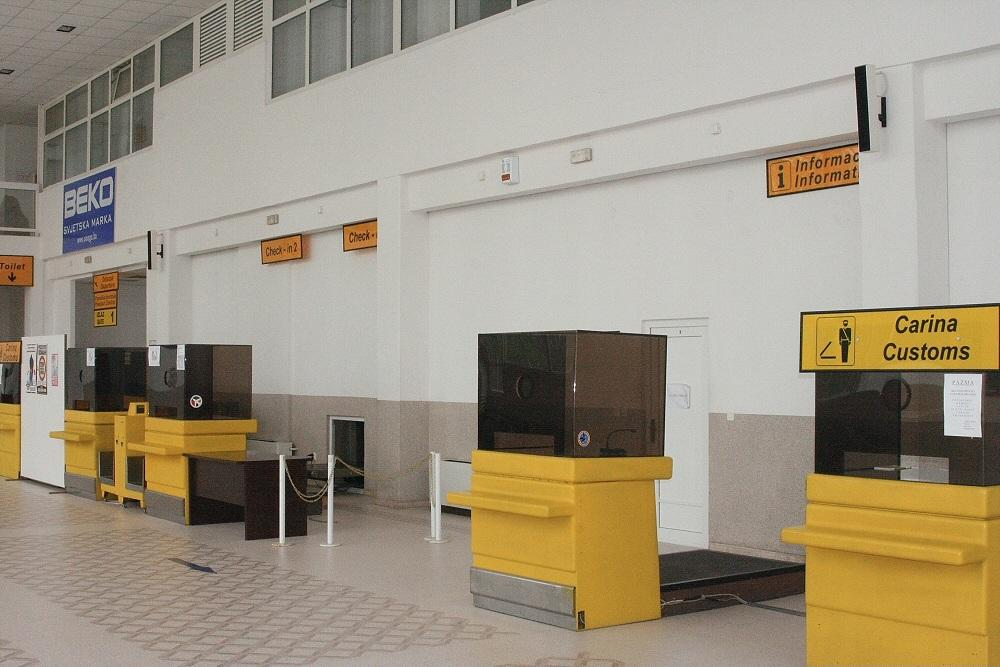
Паспортний контроль
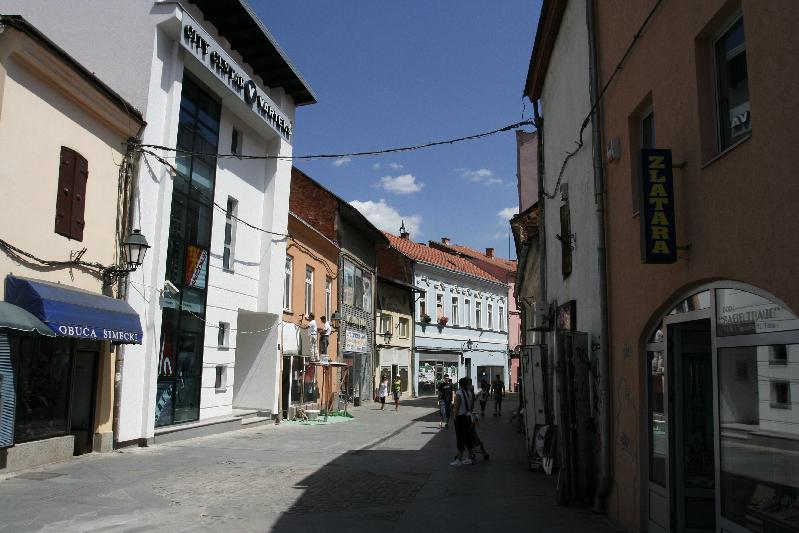
Вулиця в Тузлі
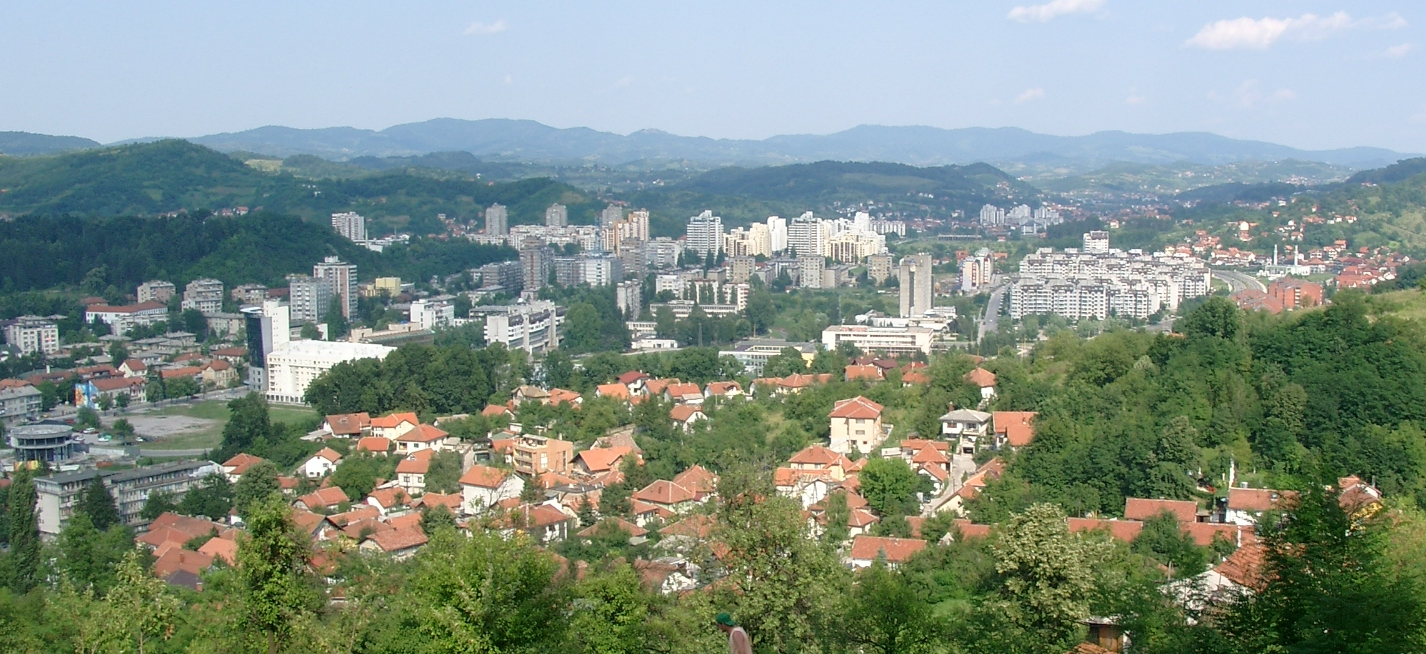
Панорама Тузли
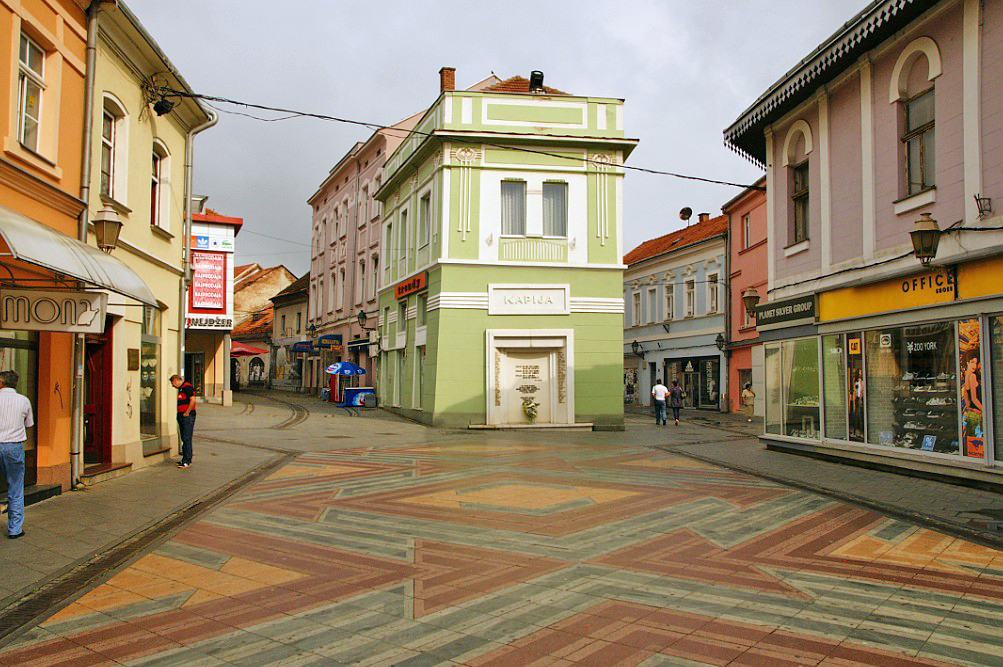
Капійська площа
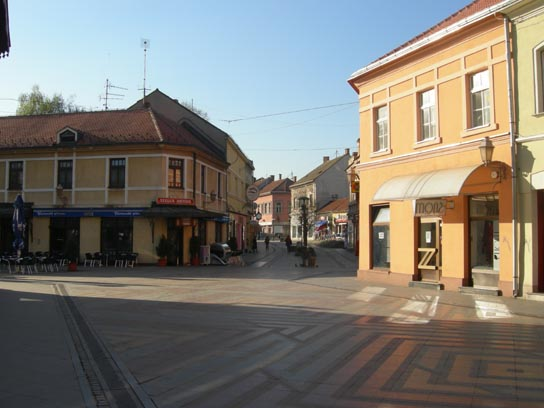
Капійська вулиця
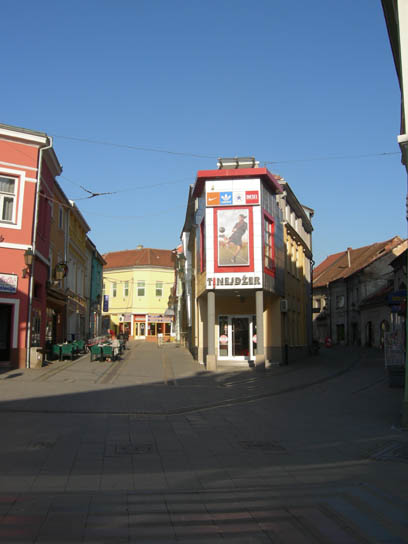
Капійська вулиця
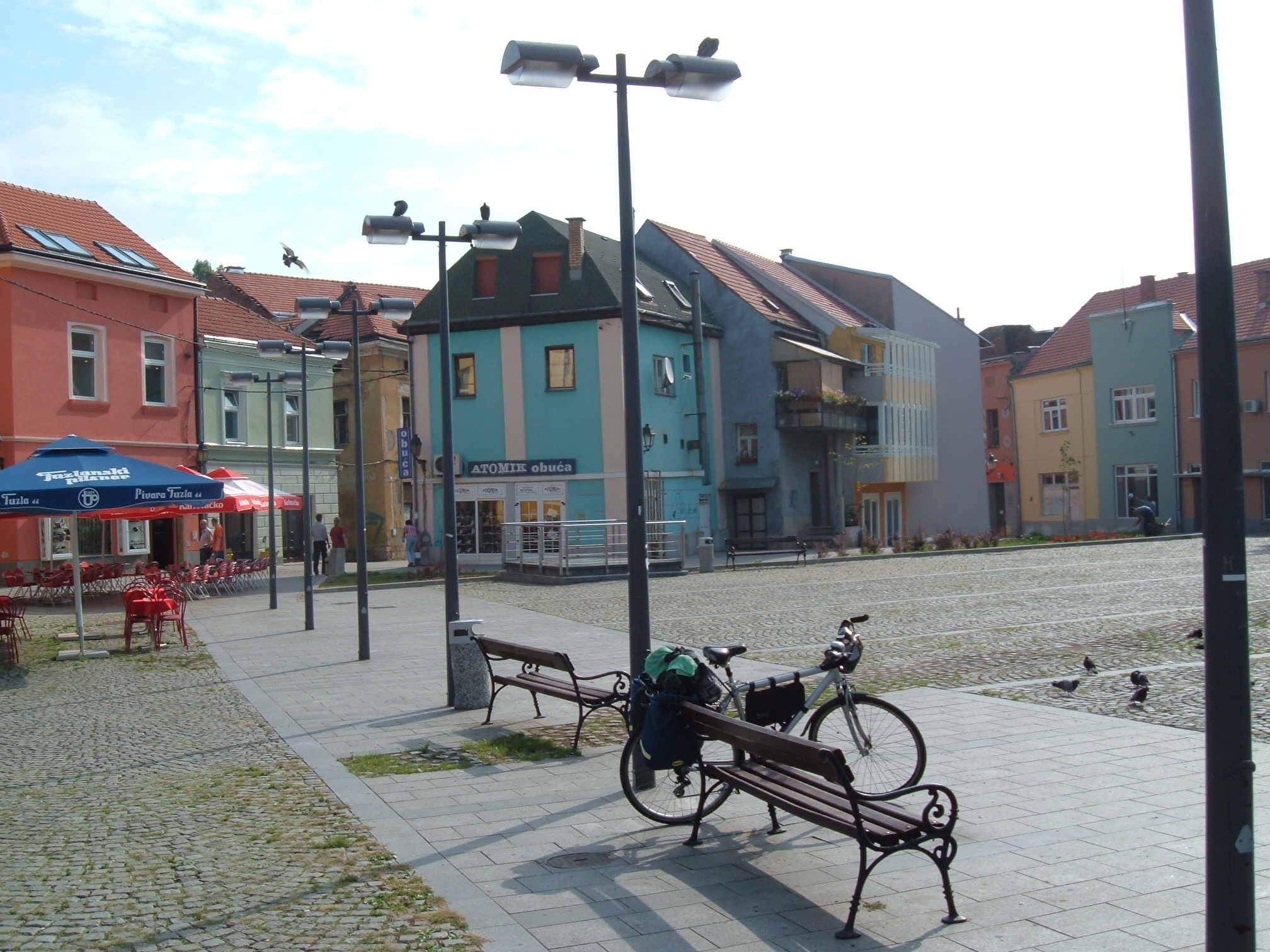
Площа в місті
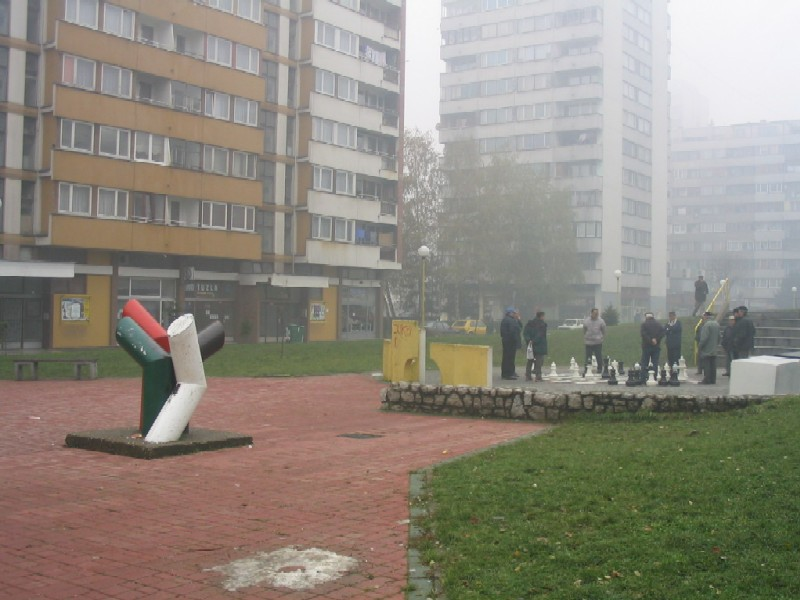
Тузланці